# 海员七号
《海员七号》（英語：Seaman Number Seven）是1973年罗维执导、编剧，王羽等人出演的香港電影，该作主要讲述一个海员意外的遇到了一个走私的团伙，然后用自己的努力将这个走私团伙剿灭的故事。

## 影片介绍
一个海员因为误杀了一个人，导致其意外的遇到了一个走私的团伙，虽说最初他不得不听从这些走私团伙的话，不过在最后，他还是将这个犯罪团伙击败。

## 演员
- 衣依
- 王羽
- 田俊
- 侯伯威
- 葛香亭
- 錢月笙
- 鈴木正文
- 鹿村泰祥
- 上官亮
- 林正英
- 馬文駿
- 關洪
- 山茅
- 龍飛

## 備註
1. ↑  张骏祥, 程季华. . 1995年.
2. ↑  黄安心. . 2018年.
3. ↑  . 1973年.
4. ↑  . 2003年.
5. ↑  . 2002年.
6. ↑  . 1992年.

## 相關連結
- 豆瓣电影上《海员七号》的資料 （简体中文）
- 互联网电影数据库（IMDb）上《海员七号》的资料（英文）
- 香港影庫上《海员七号》的資料（繁體中文）